# Tupolev Tu-141

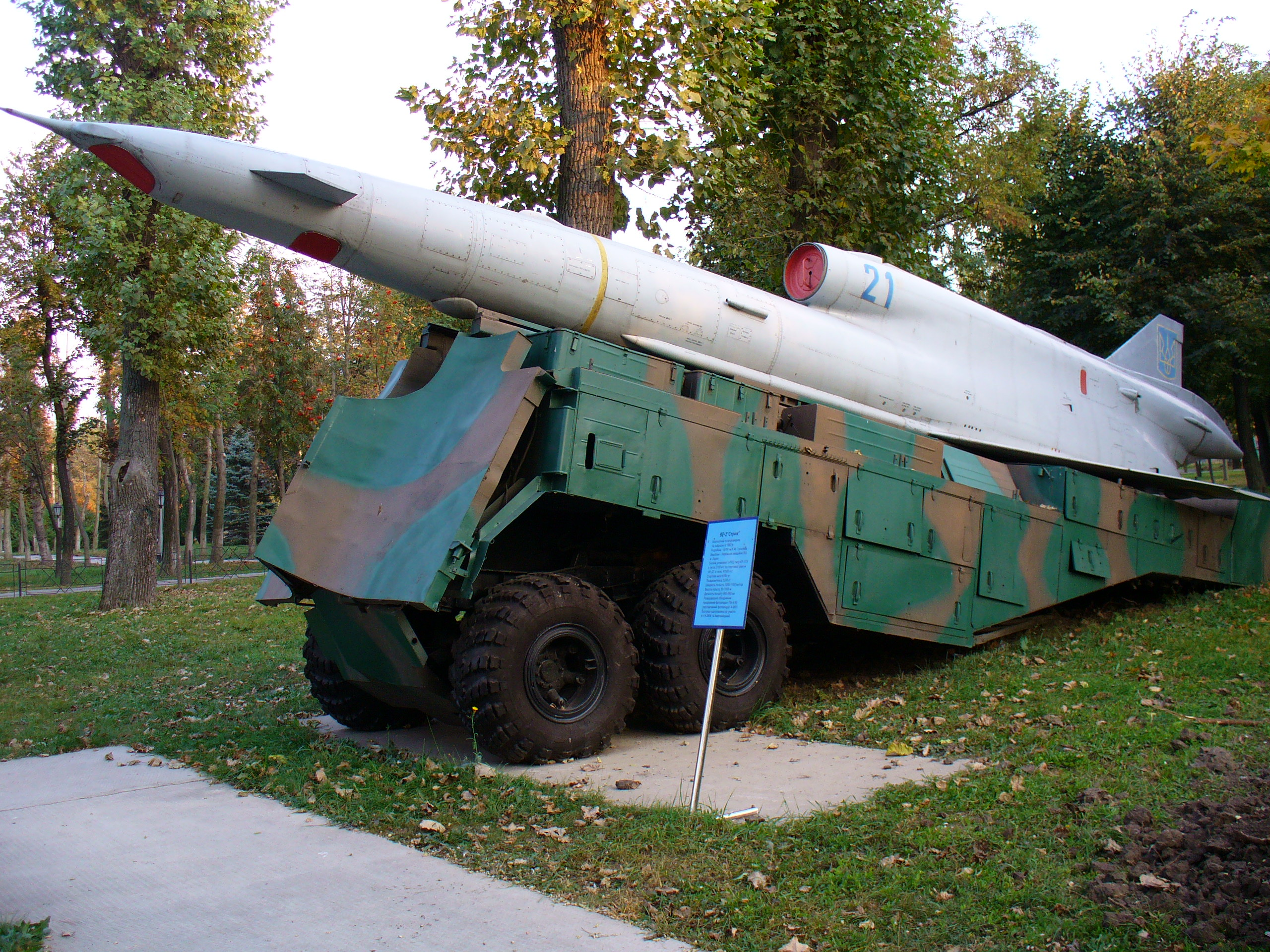
Tu-141 avec lanceur au Musée de la Force aérienne ukrainienne, à Vinnytsia.

Le Tupolev Tu-141 Strij (en russe : Стриж, « martinet ») est un drone de reconnaissance soviétique.

## Conception
Son développement commença à la fin des années 1960 au sein du bureau de développement OKB « Strij », avec des premiers vols en 1974, et une mise en service en 1979. 
Son développement est issu des premières tentatives soviétiques de construction de drones de reconnaissance, dans les années 60, comme le Tu-123  et le prototype Tu-139. Ces expériences permirent au bureau de développer un nouveau drone, non télécommandé et totalement réutilisable.
Il devait être à l'origine un appareil supersonique, devant franchir le mur du son lors du passage en territoire ennemi, avant de revenir à une vitesse de croisière subsonique. Cependant, atteindre de telles spécifications s'avéra très difficile sans changer de réacteur ou sans augmenter considérablement la masse  de l'appareil. Aussi, face aux difficultés, les ingénieurs soviétiques le ramenèrent à une vitesse légèrement inférieure à celle du son. 
En outre, son atterrissage devait à l'origine se faire sur des aérodromes via des skis. Cependant, l'idée fut abandonnée au profit de parachutes. 
Il a eu un successeur, le drone Tupolev Tu-143.

## Fonctionnement
Il est mis en œuvre depuis un camion lanceur, où sa trajectoire est programmée. En vol, il fonctionne de manière similaire à un missile. Après sa mission, il se pose grâce à des parachutes qui ralentissent sa chute. Il peut ensuite être récupéré et réemployé.

## En service
La production du Tupolev Tu-141 en service dure de 1979 à 1989, période durant laquelle 152 appareils sont produits. Aucun ne fut exporté, mais des exemplaires sont devenus la propriété des États successeurs de l'URSS, notamment l'Ukraine. 
Il a servi dans l'Armée rouge à la fin des années 1970 et dans les années 1980, ainsi que dans les forces armées ukrainiennes depuis 2014,. Il est de nouveau employé par les forces armées russes lors de l'invasion de l'Ukraine par la Russie en 2022.
Le 10 mars 2022, un Tu-141, équipé d'une bombe s'écrase à Zagreb en Croatie, sans faire de victime. Son origine est encore inconnue. 
Le 10 mai 2022, les forces ukrainiennes annoncent avoir abattu un engin russe. Le TU-141 est utilisé comme leurre contre la défense aérienne de l'Ukraine.
Les forces armées ukrainiennes l'emploient sporadiquement comme drone suicide lors d'attaques sur des bases militaires en Russie.